# ФК Серо Ларго
ФК Серо Ларго (на испански: Cerro Largo Fútbol Club)) е уругвайски футболен клуб от град Мело. Състезава се в Примера Дивисион де Уругвай, най-високото ниво на уругвайския футбол.

## История
Клубът е основан през 2002 след обединяването на всички спортни клубове от почти всички градове на департамента Серо Ларго. В това обединение не участват сачо отборите от град Рио Бранко. „ФК Серо Ларго“ става единствения професионален спортен клуб в департамента. През 2003 година клубът веднага е допуснат за участие във Втора професионална дивизия на уругвайския шампионат.
През сезон 2007/08 добива правото за пръв път в историята си да играе в елита на уругвайския футбол. Това се случва след победата в плейофните срещи над „Серито“. В своя перви сезон отборът успява да се задържи в Примера заемайки 12-о място в крайното класиране. През сезон 2009/10 „Серо Ларго“ заема 15-тя място и изпада от елита. Във Втора дивизия през 2010/11 отборът финишира на 6 място, но благодарение на спечеления плейоф (в плейофа играят отборите заели от с 3-то до 6-о) „Серо Ларго“ успява да се върне в Примера.
През 2011/12 „Серо Ларго“ става единствения клуб в елитното уругвайско първенство, който не представлява столицата на Уругвай Монтевидео. В крайното класиране новакът „Серо Ларго“ заема изненадващото четвърто място. През лятото на 2012 година вратарят на отбора Мартин Кампаня играе на Олимпийските игри в Лондон в състава на олимпийския отбор по футбол на Уругвай.
През 2018 година „Серо Ларго“ за първи път в историята си става шампион на Втората дивизия и се завръща в елитната дивизия на уругвайския шампионат.
Същевременно този сезон се оказва и най-добрия. В крайното класиране отборът завършва на трето място и печели бронзовите медали в първенството.

## Успехи
- Примера Дивисион де Уругвай:
  -  Бронзов медал (1): 2018/19
- Сегунда Дивисион де Уругвай:
  -  Шампион (1): 2018
- Копа Судамерикана:
  - 1 кръг (1): 2012

## Известни футболисти
- Мартин Кампаня
- Даниел Лейтес
- Бруно Силва